# واوا
ادوالدو ایزیدیو نتو (به پرتغالی: Edvaldo Izídio Neto) معروف به واوا (به پرتغالی: Vavá) بازیکن فوتبال در پست مهاجم اهل برزیل است که در شهر ریسیف و در تاریخ ۱۲ نوامبر ۱۹۳۴ به دنیا آمده‌است.

## باشگاهی
واوا در تیم‌های فوتبال اسپورت رسیف ،واسکو دوگاما، اتلتیکو مادرید، پالمیراس
سابقهٔ حضور دارد.

## تیم ملی
این بازیکن همچنین در بین سال‌های ۱۹۵۵–۱۹۶۴، ۲۰ بار برای، تیم ملی فوتبال برزیل به میدان رفته‌است و طی این مدت ۱۵ گل به ثمر رسانده‌است.
واوا دو بار به همراه تیم ملی برزیل قهرمان جام جهانی شد، اولین بار در سال ۱۹۵۸ که ۵ گل به ثمر رساند و بار دوم در ۱۹۶۲ که ۴ گل زد. واوا نخستین بازیکن فوتبال تاریخ است که در دو فینال جام جهانی گل زده است، در فینال جام جهانی ۱۹۵۸ سوئد ۲ گل در مقابل سوئد که میزبان نیز بود به ثمر رساند و در جام جهانی ۱۹۶۲ شیلی ۱ گل به تیم ملی چکسلواکی زد. بعدها سه بازیکن دیگر نیز به این افتخار رسیدند: پله برزیلی، پل برایتنر آلمانی و زیدان فرانسوی.